# Podatek dochodowy od osób fizycznych na Litwie
Podatek dochodowy od osób fizycznych na Litwie – podatek dochodowy od osób fizycznych obejmujący osoby osiągające przychody na Litwie, regulowany przez Ustawę o Personalnym Podatku Dochodowym (lit. Gyventojų pajamų mokesčio įstatymas) z dnia 2 lipca 2002 z późniejszymi zmianami.

## Podmiot opodatkowania
Podatnikiem tego podatku są osoby (rezydenci oraz osoby niebędące rezydentami Litwy), które uzyskały przychody na terenie Litwy.
Rezydentem Litwy jest każda osoba na stałe zamieszkująca na terenie Republiki Litewskiej.
Ustawa wyraźnie rozróżnia te dwie grupy podatników, między innymi z powodu umów międzynarodowych o unikaniu podwójnego opodatkowania.

## Przedmiot opodatkowania
Przedmiotem opodatkowania są:
- przychody uzyskane z działalności wykonywanej osobiście na rzecz przedsiębiorstwa mającego swoją siedzibę na Litwie, nawet jeśli czynności z tym związane zostały wykonane poza jej granicami.
- przychody uzyskane na Litwie z innych źródeł, np.: z praw majątkowych (jeśli ich własność jest rejestrowana zgodnie z prawem litewskim), praw autorskich, z działalności sportowej.

## Podstawa opodatkowania
Podstawą opodatkowania jest dochód, który podlega opodatkowaniu zgodnie z podmiotem i przedmiotem podatku.

## Stawki
Podatek dochodowy od osób fizycznych na Litwie jest podatkiem liniowym. Jego podstawowa stawka wynosi 15%. Dochód z dywidend objęty jest stawką 20%, a z indywidualnej działalności gospodarczej 5%.
Podatnik może przeznaczyć 2% podatku dochodowego na cele dobroczynne.

## Zwolnienia, ulgi, wyłączenia
Z podatku dochodowego od osób fizycznych zwolnione są przychody:
- uzyskane ze zwrotów majątku na podstawie odrębnych ustaw o zwrotach majątku;
- zasiłki wypłacane przez organy państwowe oraz samorządowe;
- emerytury i renty wypłacane przez państwo;
- odsetki uzyskane z tytułu papierów dłużnych państwa i samorządów;
- odsetki uzyskane z lokat w litewskich bankach;
- stypendia studentów i uczniów;
- inne przychody wymienione w ustawie (49 różnego rodzaju zwolnień).

Od podatku dochodowego litewski podatnik może odliczyć:
- wydatki na zakup środka trwałego;
- tzw. „złe długi”;
- składki ubezpieczeniowe
- odsetki od kredytu budowlanego lub na zakup mieszkania
- czesne za studia (tylko dla obywateli Litwy)
- nabycie raz na 3 lata jednego komputera, którego cena nie przekracza 4000 litów.

Lista zwolnień, ulg i wyłączeń jest zmienna, jednakże i tak bardziej stabilna niż w latach 1990–2002.

## Rozliczenie
Płatnikiem zaliczek na podatek dochodowy od osób fizycznych jest przeważnie pracodawca. Dochody niepochodzące z umowy o pracę podatnik musi rozliczyć samodzielnie. Rok podatkowy trwa od 1 stycznia do 31 grudnia. Podatnik ma obowiązek rozliczyć się z podatku w terminie przed 1 maja roku następnego. Zaliczki na poczet podatku dochodowego pobierane są w okresach miesięcznych.

## Wpływ do budżetu
Wpływy do budżetu Litwy z tytułu podatku dochodowego od osób fizycznych w 2011 wyniosły 3  772 568 tysięcy litów, czyli około 14,87% dochodów państwa. Większy udział w budżecie mają tylko wpływy z podatku VAT.

## Historia
Do końca lat 80. Litwa była częścią ZSRR. Litewska SRR podobnie jak pozostałe Republiki Bałtyckie, należała do najlepiej rozwiniętych części Związku Radzieckiego. Mimo iż nie posiadała dobrych gleb, przodowała w rolnictwie towarowym. W przemyśle Litwa nieznacznie ustępowała Łotwie oraz Estonii.
Po odzyskaniu przez Litwę niepodległości w 1990 jedną z pierwszych ustaw litewskiego parlamentu była tymczasowa ustawa z 31 lipca 1990 o podatku dochodowym. Ustawa ta początkowo dotyczyła tylko osób prawnych prowadzących działalność gospodarczą na Litwie. Regulacja ta była potrzebna ze względu na przejście z radzieckiej gospodarki planowej na gospodarkę wolnorynkową.
W 1991 rozpoczęto prace nad reformami gospodarczymi, które przypominały polski plan Balcerowicza Jednym z elementów planu była reforma systemu podatkowego. Ustawa o podatku dochodowym od osób fizycznych została przyjęta 9 października 1991. Ustawa ta opodatkowywała dochody ze stosunku pracy (stawką 33%), z honorariów (13%) oraz z działalności prowadzonej osobiście (8%). Preferencyjnie byli opodatkowani rolnicy, którzy – jeśli ich dochód z rolnictwa przekraczał 95% wszystkich dochodów – byli z tego podatku zwolnieni, natomiast jeśli wynosił od 75 do 95% to wówczas stawka podatku wynosiła 5%. Pozostałe dochody zostały obłożone stawką 20%. W ustawie tej wymienione były liczne dodatkowe ulgi i zwolnienia. Podatkiem były obłożone przychody pomniejszone o udokumentowane koszty uzyskania przychodu. Metoda obliczania tego podatku była bardzo zawiła i niestabilna, na co wpływ miały częste zmiany ustawy, pisane w pośpiechu i bez odpowiedniego doświadczenia.
W 1998 podjęto decyzję o reformie systemu podatkowego. W 2001 rząd litewski uchwalił „Program działalności na lata 2001–2004 z koncepcją reformy podatkowej”. Pierwszą nową ustawą podatkową, uchwaloną 20 grudnia 2001, była ustawa o podatku dochodowym od osób prawnych, która objęła podatników prowadzących działalność gospodarczą. Nowe regulacje w znacznym stopniu uprościły podatki poprzez wprowadzenie jednolitych stawek oraz rezygnację z większości ulg. 2 lipca 2002 przyjęto ustawę o podatku dochodowym od ludności. Najważniejszymi zmianami było uproszczenie naliczania podatku, wprowadzenie deklaracji podatkowej (PIT) oraz rezygnacja z większości ulg (przy jednoczesnym wprowadzeniu innych).
Przyjęta w 2002 ustawa była wielokrotnie nowelizowana. Do podstawowych zmian należało stopniowe obniżanie stawek podatku. W 2008 ze względu na deficyt podjęto decyzję na temat podniesienia stawek podatkowych. Zmiany te jednak ominęły podatek dochodowy od osób fizycznych.